# Baltaguia
Dans le monde arabe, un baltaguia (arabe : البلطجية) est un homme de main, payé par le pouvoir en place pour lutter contre l’opposition politique de toutes les manières. Ce terme peut être transcrit par baltajiyya comme en Algérie ou avec une syllabe plus dure, baltaguiya, baltagueya comme en Égypte. On peut considérer le terme barbouze comme ayant peu ou prou la même signification en français, en particulier depuis la fin de la guerre d'Algérie, où le terme a pris, de façon univoque, son sens péjoratif actuel.

## Histoire du terme
Il désigne d’abord les sapeurs de l’armée ottomane. Vigoureux, disciplinés et loyaux, ils étaient aussi utilisés pour des tâches de maintien de l’ordre. Il prend ensuite en dialecte égyptien le sens de « voyou »,. Il donne le terme baltaguisme.
À la fin du XXe siècle et au XXIe siècle, les troupes de baltaguias sont recrutées parmi les délinquants et les criminels par les régimes autoritaires du monde arabe,, mais plus généralement chez les personnes analphabètes et sans ressources, hommes ou femmes. Ces différents régimes les utilisent pour renforcer les forces de polices lors de missions où la violence est requise et lorsqu’il s’agit de conserver le pouvoir : bourrage d’urnes, tabassage d’opposants, attaque de manifestants, voire contre-manifestation violente comme lors de la « bataille des chameaux » place Tahrir au Caire, lors de la révolution égyptienne de 2011, mais aussi intimidation de candidats de l’opposition et achats de voix. Leur nombre aurait été de 500 000 en Égypte à la veille de la chute du régime de Hosni Moubarak.
Pendant le Hirak algérien qui commence en février 2019, un mouvement marqué par des manifestations de rue surtout pacifiques, l'usage par les autorités de baltaguias est constaté fin décembre 2019, sous le mandat présidentiel d'Abdelmadjid Tebboune, élu le 12 décembre dans un scrutin largement boycotté. A Oran le 22 décembre, et à Bordj Bou Arreridj, Annaba et Batna le 27 décembre, les baltaguias s'attaquent verbalement et physiquement aux manifestants. Les témoignages vidéos circulent sur l'Internet. À Constantine le 27 décembre, afin de ne pas « entrer dans [le] jeu », les manifestants modifient leur chemin de marche et annulent un forum citoyen, évitant ainsi la confrontation physique avec trente baltaguias. Les baltaguias sont présents aussi à Skikda à la manifestation du 27 décembre. 